# Ceuta (Zulia)
Ceuta o Ceuta del Agua es una población venezolana, capital de la parroquia General Rafael Urdaneta del municipio Baralt en la Costa Oriental del Lago de Maracaibo en el estado Zulia.

## Historia
Es uno de los últimos pueblos de agua, llamados así por estar construidos casi en su totalidad con pilares sobre el Lago, los palafitos como también se le conoce, se conectan por medio de pequeños puentes de madera. Entre otros de los pueblos de agua relevantes se encuentran San Timoteo, Tomoporo, Moporo, Lagunillas, Congo Mirador y Santa Rosa de Agua todas en el Lago de Maracaibo.
La actividad económica de la zona gira en torno a la pesca en el Lago de Maracaibo. A unos 3 km se encuentra la población de San Isidro de Ceuta ampliamente relacionada en lo económico con Ceuta.
En 1986 salió al mercado una canción llamada Ceuta del grupo de gaita zuliana Cardenales del Éxito que fue dedicada a esta población.
El estado Trujillo reclama como suya la porción de territorio que ocupa la parroquia General Urdaneta, por tanto incluye la población de Ceuta, como si formara parte del municipio Andrés Bello.